# Project CARS 2
Project CARS 2 (skrót od Project Community Assisted Racing Simulator) – komputerowa gra wyścigowa wyprodukowana i wydana przez brytyjskie studio Slightly Mad Studios. Gra została wydana 22 września 2017 roku na platformę PC, PlayStation 4 oraz Xbox One.

## Rozgrywka
W grze umieszczono około 60 lokacji, ponad 130 tras oraz ponad 180 samochodów podzielonych na 28 kategorii między innymi IndyCar.
W grze wieloosobowej gracze dobierani są na podstawie reputacji sieciowej.

## Wydanie i odbiór
Project CARS 2 została zapowiedziana 22 czerwca 2015 roku. 23 listopada została wydana wersja demonstracyjna gry. Gra została wydana 22 września 2017 roku na platformę PC, PlayStation 4 oraz Xbox One. Gra zajęła drugie miejsce na liście sprzedaży gier pudełkowych w Wielkiej Brytanii.